# Supercoppa polacca 2012 (pallavolo maschile)
La Supercoppa polacca 2012 si è svolta il 29 settembre 2012: al torneo hanno partecipato due squadre di club polacche e la vittoria finale è andata per la prima volta allo Skra Bełchatów.

## Regolamento
Le squadre hanno disputato una gara unica.

## Squadre partecipanti
| Squadra        | Qualificazione                           | Ultima partecipazione |
| -------------- | ---------------------------------------- | --------------------- |
| Asseco Resovia | Vincitrice Polska Liga Siatkówki 2011-12 | Debutto               |
| Skra Bełchatów | Vincitrice Coppa di Polonia 2011-12      | Debutto               |

## Torneo
| 29 settembre 2012 ?, Częstochowa Durata: ? - Spettatori: ? | Skra Bełchatów | 3 - 0 | Asseco Resovia | 25-21, 25-23, 25-19 |